# Joseph Wilpert
Joseph Wilpert (Baborów, 22 agosto 1856 – Roma, 13 febbraio 1944) è stato un presbitero, archeologo e iconografo tedesco.

## Biografia
Nel 1884 si trasferisce a Roma per specializzarsi nello studio di diritto canonico. Qui conosce Giovanni Battista de Rossi, che lo spinge a dedicarsi agli studi di iconografia dei cimiteri paleocristiani di Roma. Appassionato di disegno, seguì il de Rossi nell'esplorazione delle catacombe: realizzò così più di 600 riproduzioni di affreschi, a partire da immagini fotografiche.

## Opere
- Topographische Studien über die christlichen Monumente der Appia und der Ardeatina (1901).
- Le pitture delle catacombe romane (1903), 2 vv.
- Zur Entdeckung der «Crypta Damasi» (1903).
- La scoperta delle basiliche cimiteriali dei SS. Marco, Marcelliano e Damaso (1903).
- Beiträge zur christlichen Archäologie (1908).
- La cripta dei Papi e la cappella di S. Cecilia nel cimitero di S. Callisto (1910).
- Die römischen Mosaiken und Malereien der kirchlichen Bauten vom IV. bis XIII. Jahrhundert (1916).
- I sarcofagi cristiani antichi (1929).
- Erlebnisse und Ergebnisse im Dienste der christlichen Archäologie (1930).
- La fede nella Chiesa nascente, secondo i monumenti dell'arte funeraria antica (1938).